# Lens (Valais)
Pour les articles homonymes, voir Lens.
Lens (prononcé : /lɛ̃s/; en allemand Leis) est une commune suisse du canton du Valais, située dans le district de Sierre.

## Géographie

Vue aérienne (1955).

Lens se situe sur la rive droite du Rhône, entre Sion et Sierre. Elle comprend les villages de Lens, Chelin, Flanthey, Vaas, Saint-Clément et Valençon et une partie de la station de Crans-Montana.
Le territoire de Lens s'étend sur 13,91 km2. Lors du relevé de 2013-2018, les surfaces d'habitations et d'infrastructures représentaient 22,2 % de sa superficie, les surfaces agricoles 34,0 %, les surfaces boisées 39,8 % et les surfaces improductives 4,1 %.
Son point le plus bas est situé à 572 m et le plus haut culmine à 2 542 m[réf. nécessaire].
|        | Icogne        | Crans-Montana |
| Icogne | Lens          | Crans-Montana |
|        | Saint-Léonard | Sierre        |

## Toponymie
Le nom de la commune remonte au gentilice romain Lentius et signifie propriété ou domaine de Lentius. L'ellipse du premier substantif est usuelle dans les toponymes romains de Suisse romande.
L'ancien nom allemand de la commune est Leis.

## Histoire
Durant le haut Moyen Âge, la région appelée Mont de Lens relève de la châtellenie de Granges (appartenant dès 1226 à l'évêque de Sion). Les d'Albi, la Tour, Morestel, d'Ayent, d'Anniviers, Rarogne, Tavelli, ainsi que les Platea de Sierre en détiennent successivement des droits. L'évêque de Sion y possède de nombreux fiefs. La justice est rendue par un officier (le châtelain) nommé par l'évêque, puis élu par les communiers. La confrérie du Saint-Esprit est fondée en 1300.
Dès le XIVe siècle, Lens devient une communauté autonome composée, outre le village principal, des quartiers d'Icogne, de Chermignon et de Montana. Si les procureurs (conseillers) gèrent les intérêts de la « louable communauté de Lens », les quatre entités gardent une large autonomie. Toutefois, un décret du Grand Conseil réunit en 1851 les quartiers en une seule commune. Finalement, l'esprit séparatiste l'emporte et, en 1905, Lens, Icogne, Chermignon et Montana forment chacun une commune.

## Population et société

### Gentilé et surnoms
Les habitants de la commune se nomment les Lensards.
Ils sont surnommés les Crapauds, lè Pëca-Zeleúne, soit les mange-poules en patois valaisan, et lè j'Èrèzo (soit bougre de coquin, juron qu'ils ont l'habitude d'utiliser pour exprimer la surprise) par les habitants d'Ayent.

### Démographie

#### Évolution de la population
Lens compte 4 406 habitants au 31 décembre 2022 pour une densité de population de 317 hab/km2. Sur la période 2010-2019, sa population a augmenté de 11,8 % (canton : 10,5 % ; Suisse : 9,4 %).  

#### Pyramide des âges
En 2020, le taux de personnes de moins de 30 ans s'élève à 25,7 %, au-dessous de la valeur cantonale (31,7 %). Le taux de personnes de plus de 60 ans est quant à lui de 37 %, alors qu'il est de 26,6 % au niveau cantonal.
La même année, la commune compte 2 174 hommes pour 2 143 femmes, soit un taux de 50,4 % d'hommes, supérieur à celui du canton (49,6 %).
| Hommes | Classe d’âge | Femmes |
| ------ | ------------ | ------ |
| 1,1    | 90 ans ou +  | 1,3    |
| 12,6   | 75 à 89 ans  | 13,7   |
| 21,6   | 60 à 74 ans  | 23,7   |
| 20,4   | 45 à 59 ans  | 19,9   |
| 17,6   | 30 à 44 ans  | 16,8   |
| 14,6   | 15 à 29 ans  | 13,8   |
| 12,1   | - de 14 ans  | 10,8   |

| Hommes | Classe d’âge | Femmes |
| ------ | ------------ | ------ |
| 0,5    | 90 ans ou +  | 1,2    |
| 7,5    | 75 à 89 ans  | 9,4    |
| 16,8   | 60 à 74 ans  | 17,7   |
| 22,2   | 45 à 59 ans  | 21,7   |
| 20,3   | 30 à 44 ans  | 19,4   |
| 17,7   | 15 à 29 ans  | 16,6   |
| 14,9   | - de 14 ans  | 14,1   |

### Sports
La commune compte notamment un club de football (FC Lens), un club de tennis (TC Lens), un club de volley-ball (VBC Flanthey-Lens) et un club de hockey sur glace (HC Lens).
La course en montagne l'Ascension du Christ-Roi y a lieu chaque année depuis 2010.

## Culture et patrimoine

### Patrimoine bâti

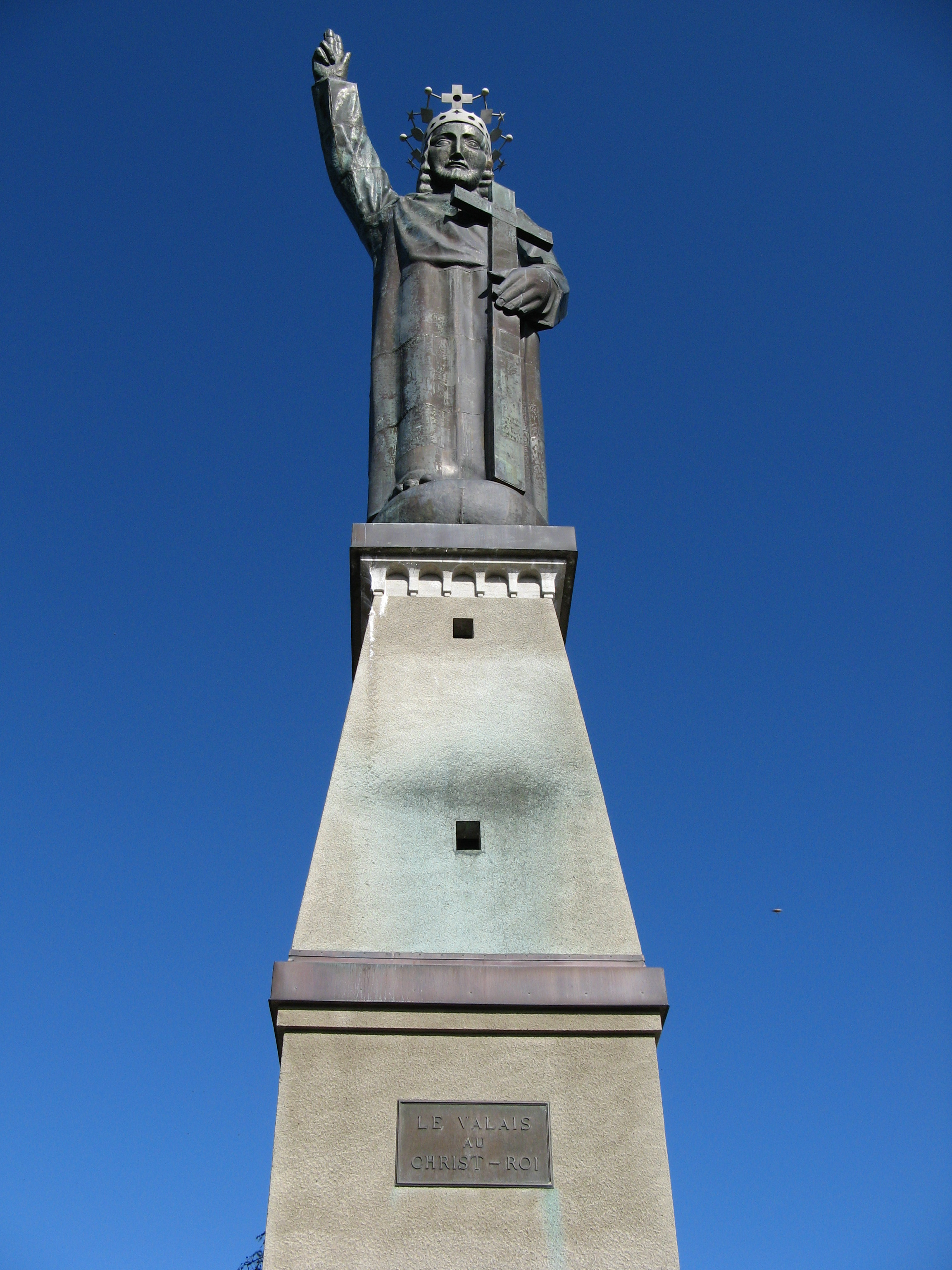
La statue du Christ-Roi à Lens.

Le village de Vaas, situé au pied de la commune, est connu entre autres par son château ; manoir datant du XIIIe siècle. Les premières sources le datent de l'année 1221, avant que la famille Tavelli, membres des nobles de Granges (famille valaisanne importante, dont les de Montjovet, les Albi d'Anniviers, les de Morestel ont fait partie avant eux) n'en devienne propriétaire. Les Seigneurs décidèrent très vite de construire un manoir sur le coteau de Sierre, car « quand le Rhône est haut, le village de Granges est dans une île qui le rend fort malsain » écrit le Doyen Bridel. En février 1532, elle est mentionnée comme maison de Pierre Luyter. Mathieu Luyter la transforma en 1575. Les façades du manoir furent décorées de peintures représentant des scènes de chasse et de travaux des champs.
Cette maison servit par la suite de débit de vin, comme on peut en juger par cette inscription en vieux français inscrite sur une façade du bâtiment : « Qui ne aura d'or argen ni crédit ni abit de lanne qu'il hale boiere à la fontanne. » (Celui qui n’a ni or, ni argent, ni habit de laine, qu’il aille boire à la fontaine). Les Tavelli l'inféodèrent à Antoine Gillioz en 1608, châtelain et métral de l’évêque de Sion Adrien II de Riedmatten.
Aujourd'hui, un musée consacrant le Cornalin, vin rouge prisé de la région, y a été instauré en même temps que sa rénovation.
Le village de Lens est surplombé par la Statue du Christ-Roi.

### Dans la culture populaire
Ont été tournés à Lens :
- 1933 : Rapt, de Dimitri Kirsanoff, d'après et avec Charles-Ferdinand Ramuz.
- 2021 : Tschugger, série télévisée de David Constantin et Mats Frey.

### Personnalités liées à la commune
- Roger Bonvin, conseiller fédéral, était, entre autres, originaire de Lens[12].
- Albert Muret, peintre vaudois, à vécu de nombreuses années à Lens. Il y possédait un chalet situé au pied du Sergnou, à l'entrée du village.
- Charles-Ferdinand Ramuz a effectué plusieurs séjours à Lens, notamment à la pension Bella-Lui et dans le chalet d'Albert Muret. Il y écrivit, entre autres, son roman Jean-Luc persécuté.
- Robin Briguet, skieur acrobatique[13]

### Héraldique
| Blason | Blasonnement : « D'azur à deux clefs d'or croisées en sautoir et cantonnées de quatre étoiles du même. » |

### Fonds d'archives
- Fonds : Lens, Commune (1301-20e siècle) [25,47 mètres].  Cote : CH AEV, AC Lens. Sion : Archives de l'État du Valais (présentation en ligne).
- Fonds : Lens, Clocher (1200-XXe siècle).  Cote : CH AEV, Clocher de Lens. Sion : Archives de l'État du Valais (présentation en ligne).